# Zygocarpum
Zygocarpum là một chi rau đậu thuộc họ Fabaceae. 
Nó gồm các loài:
- Zygocarpum caeruleum